# Kim Magnusson
Kim Magnusson (født 29. september 1965 i Charlottenlund) er filmproducer og har siden 1987 produceret en lang række danske spillefilm.
I 1998 vandt han en Oscar for kortfilmen Valgaften (1998) og i 2014 for kortfilmen Helium. Han har desuden været Oscar-nomineret for Ernst & Lyset (1996), Wolfgang (1997), samt Helmer & Søn (2006), og senest i 2017 for filmen "Silent Nights".
Sammen med sin far Tivi Magnusson grundlagde han M&M Productions, som han i 2003 forlod til fordel for ditektør for Nordisk Film Produktion Nordisk Film. Efter en omstrukturering af ledelsesstrukturen i begyndelsen af 2009 stoppede han som direktør for Nordisk Film Production.
Kim Magnusson har været ledende person bag etableringen af den nuværende Producentforening, og efter 11 år i bestyrelsen og 8 år som formand stoppede han i 2009 i Producentforeningen.
Magnusson har siden 1999 været formand for Danmarks Film Akademi, som bl.a. uddeler Robert-prisen.

## Filmografi som producer eller producent (udvalg)
Enten alene eller i co-produktion.
- Ernst & Lyset (1995)
- Wolfgang (1995)
- Blinkende lygter (2000)
- Listetyven (2002)
- De grønne slagtere (2003)
- Terkel i knibe (2004)
- Adams æbler (2005) executiv producer
- Supervoksen (2005) executiv producer
- Helmer & Søn (2005) executiv producer
- Kollegiet (2007) executiv producer
- Til døden og skiller (2007) executiv producer
- Frode og de andre rødder (2008) executiv producer
- Karla og Katrine  (2009) executiv producer
- Kærestesorger (2009) executiv producer
- Headhunter (2009) executiv producer (post-production)
- Sound of Noise  (2009) executiv producer (post-production)
- Parterapi  (2010) executiv producer (post-production)

## Ekstern henvisning
- Kim Magnusson på Internet Movie Database (engelsk)
- Kim Magnusson på Filmdatabasen
- Kim Magnusson på danskefilm.dk
- Kim Magnusson på danskfilmogtv.dk
- Kim Magnusson på Scope
- Kim Magnusson på Svensk Filmdatabas (svensk)
- Kim Magnusson på AlloCiné (fransk)
- Kim Magnusson på AllMovie (engelsk)
- Kim Magnusson på The Movie Database (engelsk)